# Adrian Smith

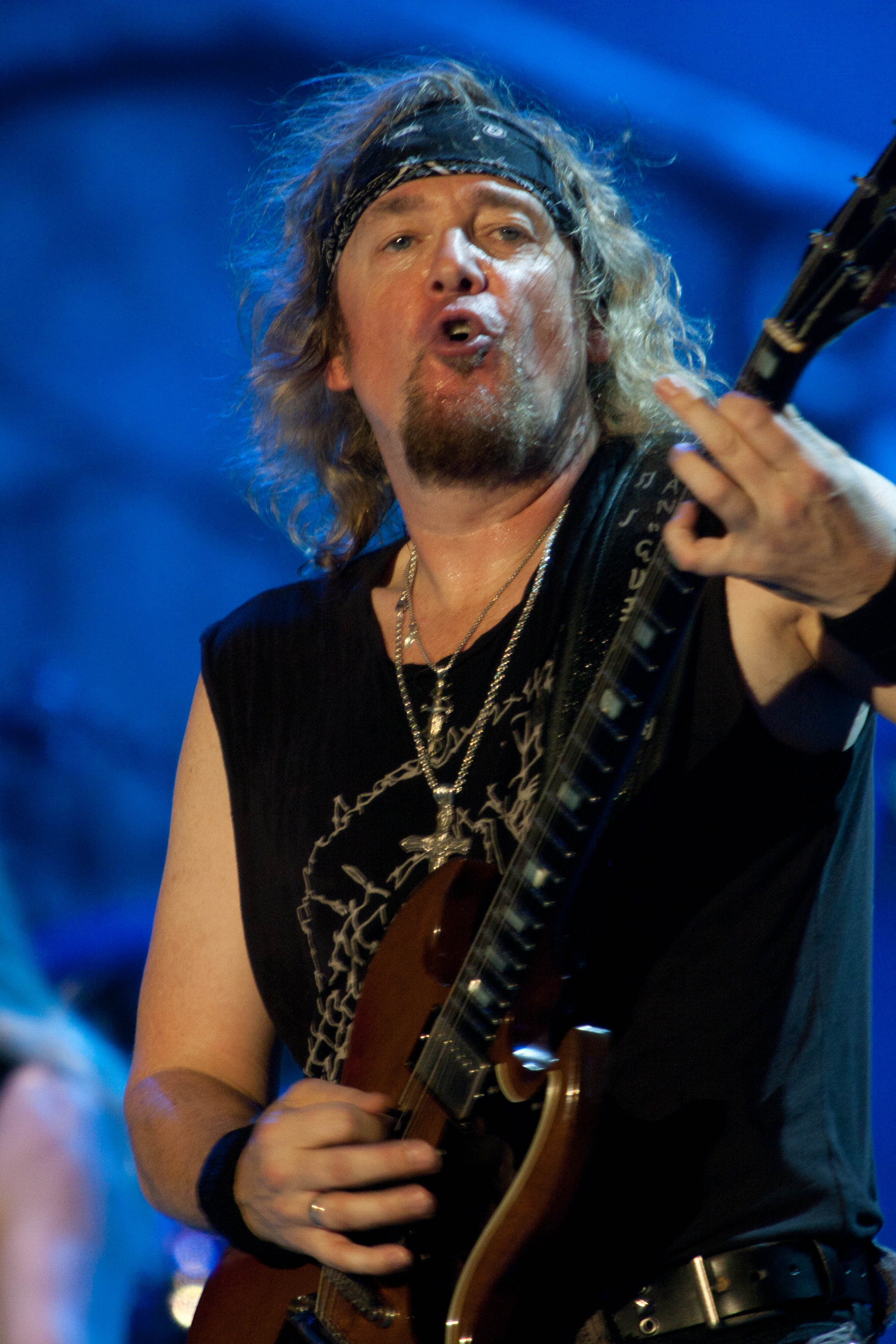
Adrian Smith bei einem Live-Auftritt mit Iron Maiden, 2010

Adrian Frederik „H“ Smith (* 27. Februar 1957 in Hackney, East London, England) ist ein britischer Rockmusiker und einer der drei Gitarristen der Heavy-Metal-Band Iron Maiden.

## Karriere
Bevor er 1980 Iron Maiden beitrat und den dortigen Gitarristen Dennis Stratton ersetzte, spielte er in der Band Urchin. In dieser Zeit schrieb er die Grundlagen zu einem seiner bekanntesten Lieder, 22 Acacia Avenue.

### Iron Maiden
Als Ende 1980 die Stelle des zweiten Gitarristen bei Iron Maiden frei wurde, schlug Adrians Freund Dave Murray, ebenfalls bei Iron Maiden, ihn Steve Harris vor. Während Smith auf dem zweiten Maiden-Album Killers noch eher zurückhaltend auftrat, wurde sein Stück 22 Acacia Avenue auf dem Nummer-Eins-Album The Number Of The Beast zu einem Klassiker des Heavy-Metal-Genres. Auf den darauf folgenden Alben zeigte sich Smith als Gitarrist und Songwriter und erwarb sich einen Ruf in der Szene. Zu seinen bekanntesten Kompositionen jener Zeit zählen Flight Of Icarus, 2 Minutes To Midnight, Wasted Years, Stranger In A Strange Land, Can I Play With Madness und The Evil That Men Do. Besonders auf dem Album Somewhere In Time gelangen ihm zahlreiche abwechslungsreiche Soli. Er stellte zu dieser Zeit auch bei Iron Maiden unter Beweis, dass er singen kann. Auf der Single-B-Seite von Wasted Years singt er das Stück Reach Out, das ursprünglich vom gemeinsamen Musikprojekt von Nicko McBrain und Smith, The Entire Population of Hackney, stammt. Als Schlagzeuger Nicko McBrain nach der World Slavery Tour 1985 ein Aufnahmestudio mietete, lud er Smith und einige seiner ehemaligen Bandkollegen aus der Zeit mit Urchin ein, um ein paar Lieder aufzunehmen. Es entstand das kurzlebige Projekt Entire Population Of Hackney (dt.: „Die gesamte Bevölkerung von Hackney“). Auch die Songs That Girl und Juanita von der Single Stranger In A Strange Land stammen von diesem Projekt, wurden aber von Bruce Dickinson gesungen.

### Austritt bei Iron Maiden
Als Steve Harris ihn 1989 bei den Aufnahmesessions zum neuen Album No Prayer For The Dying vor die Wahl stellte, „100 % für die Band zu geben oder zu gehen“, zögerte er. Dies verstand Harris als Bekundung zum Austritt aus der Band. Als der neue Gitarrist Janick Gers versuchte, ihn davon zu überzeugen, in die Band zurückzukehren, hatte Smith sich bereits damit abgefunden und lehnte ab. Seine vorerst letzte Komposition, die er zusammen mit Sänger Bruce Dickinson für Iron Maiden schrieb, war der Titel Hooks In You auf dem Album No Prayer For The Dying.
Noch vor seinem Austritt bei Iron Maiden beschloss Smith, eine neue Band unter seiner Führung zu gründen – Adrian Smith And Project (A.S.A.P.). Er führte die Entwicklung von Entire Population Of Hackney fort [von welchem erneut mehrere Lieder als Single-B-Seiten des Albums Silver and Gold Verwendung fanden] und spielte eher melodischen Hard Rock als Heavy Metal. Als das Projekt scheiterte, gründete er 1992 zunächst die Band The Untouchable, aus der in den späteren 1990er Jahren Psycho Motel hervorging und mit der er zwei Alben herausbrachte. 1997 nahm er das Angebot des ebenfalls aus Iron Maiden ausgestiegenen Sängers Bruce Dickinson an, auf dessen Soloalbum Accident Of Birth ein paar Gitarrensoli zu spielen. Dies führte dazu, dass er bis 1999 zusammen mit Mitgliedern der Band Tribe of Gypsies fester Bestandteil von Bruce Dickinsons Band war und auf den nachfolgenden Alben The Chemical Wedding und Scream For Me Brazil mitspielte. 1999 schließlich kehrte Dickinson zu Iron Maiden zurück und Steve Harris holte bei Maiden-Manager Rod Smallwood das Einverständnis zur Rückkehr von Adrian Smith ein. Seitdem besteht Iron Maiden aus sechs Mitgliedern.

### Zurück bei Iron Maiden
Adrian Smith ist seitdem wieder ein fester Bestandteil von Iron Maiden. Auf dem ersten Album seit der Wiedervereinigung, Brave New World, ist als erstes das Gitarrenriff seiner Komposition The Wicker Man zu hören. Auf Brave New World und dem Nachfolger Dance Of Death befindet sich Smith mit den Liedern Paschendale und Journeyman im Bereich des Songwritings. Bei seiner Anfangsband Urchin war Smith auch als Sänger aktiv und ist bei aktuellen Konzerten bei vielen Songs als Background zu hören. Smith sagt selbst, dass seine Gitarrensoli auch aus der Sicht eines Sängers geschrieben werden, was seinen melodischen Solistil prägt.

### Smith/Kotzen
Im Februar 2020 nahm Smith gemeinsam mit dem US-amerikanischen Gitarristen und Sänger Richie Kotzen auf den Bahamas ein Album auf, das neun Stücke enthielt. Smith/Kotzen wurde von den Musikern gemeinsam produziert, die sich auch den Gesang, die Gitarren- und Bassarbeit teilten, und von Kevin Shirley abgemischt. Das Album wurde als CD, LP und über Online-Musikdienste am 26. März 2021 in Europa veröffentlicht. Am 16. September 2022 veröffentlichte das Duo eine weitere EP mit dem Titel Better Days... and Nights (Live).

## Diskografie

### A.S.a.P.
- Silver & Gold (1989)

### Psycho Motel
- State of Mind (1996)
- Welcome to the World (1997)

## Belege
1. ↑  Run To The Hills – Die offizielle Biographie von Iron Maiden, S. 122
2. ↑  Biografie von Bruce Dickinson, laut.de
3. ↑  Biografie von Iron Maiden auf der offiziellen Website (englisch)
4. 1 2  Blues zum Nachtisch in: Rocks – Das Magazin für Classic Rock, Heft 03.2021, Seiten 38–43

| Personendaten    | Personendaten                                                                          |
| ---------------- | -------------------------------------------------------------------------------------- |
| NAME             | Smith, Adrian                                                                          |
| ALTERNATIVNAMEN  | Smith, Adrian Frederik (vollständiger Name); Smith, H (Spitzname)                      |
| KURZBESCHREIBUNG | britischer Rockmusiker und einer der drei Gitarristen der Heavy-Metal-Band Iron Maiden |
| GEBURTSDATUM     | 27. Februar 1957                                                                       |
| GEBURTSORT       | Hackney, East London, England                                                          |